# Alcirona multidigitata
Alcirona multidigitata là một loài chân đều trong họ Corallanidae. Loài này được Dana miêu tả khoa học năm 1853.